# Bernard King (basket-ball, 1981)
Pour les articles homonymes, voir Bernard King (basket-ball, 1956) et King.
Victor Bernard King Jr, né le 24 juillet 1981 à Gibsland, est un joueur de basket-ball  professionnel américain.

## Biographie

### Jeunesse
Bernard King est né à Gibsland en Louisiane, il est le fils de Victor King un ancien joueur de basket de l'université de Louisiana State drafté au deuxièmement tour de la draft de la NBA par les Los Angeles Lakers et de Vanita King. À partir du moment où il apprit à marcher, il accompagnait son père à l'entraînement, et a commencé à exprimer un intérêt pour le basket-ball lui aussi.
Quand il eut huit ans, ses parents l'ont amené dans des camps de basket-ball organisés par l'Université de Louisiana Tech et par l'équipe des Mavericks de Dallas. Les organisateurs de ces camps se sont vite rendu compte qu'il jouait à un niveau beaucoup plus élevé que les autres enfants de son âge.
Bob Gibson l'a nommé comme étant le 33e meilleur basketteur universitaire du pays, et presque tous les services de recrutement majeurs l'ont classé comme étant l'un des 75 meilleurs espoirs. Bien qu'il ait été recruté par les Boilermakers de Purdue il choisit de s'inscrire à l'université A&M du Texas et de jouer sous la houlette de Melvin Watkins.

### Carrière universitaire
Lors de sa première année à l'université A&M du Texas avec l'équipe des Aggies, il débuta tous les matchs et tournait à une moyenne de 16,9 points, 4,8 rebonds et 4,1 passes décisives par match. Il est nommé dans le Big 12 freshman de l'année par l'Associated Press. Lors d'un match contre l'université du Colorado il obtenu la meilleure statistique de sa carrière en marquant 34 points, tandis que contre l'université du Nebraska, il marqua 30 points et prit 10 rebonds. Après avoir terminé la semaine avec 17 points et neufs rebonds de moyenne il fut nommé dans l'État de l'Oklahoma meilleur freshman national de la semaine par le site ESPN.com.
Il a été nommé dans la deuxième équipe All-District NABC. Il tournait en moyenne à 18,0 points, 3,8 rebonds et 4,8 passes décisives par match, il rejoignit donc Jason Williams et Rahsaan Johnson qui sont les deux seuls joueurs de division 1 à atteindre des states d'au moins 18 points et 4,6 passes décisives par match.
Lors de sa saison junior, il est devenu le seul joueur à se classer, dans le top dix des joueurs les mieux évalués (cinquième) ainsi que dans le top dix des meilleurs passeurs (sixièmes), et est seulement le quatrième joueur de l’histoire de la ligue à réaliser un triple-double avec 20 points, 10 rebonds et 10 passes décisives. Il réussit presque un deuxième triple-double contre l'Université de Long Beach State, mais dû se contenter de 20 points, 11 rebonds, et seulement 9 passes. Lors de cette saison il tournait en moyenne à 17,2 points, 4,7 rebonds et 4,7 passes décisives.
Malheureusement il manqua le concours de l'Université de Miami à cause d'une commotion cérébrale. Pour son retour à la compétition il a obtenu le trophée de joueur de la semaine après avoir marqué 30 points, délivrer 7 passes décisives et pris 6 rebonds, contre l’Université du Texas.
Lors de son année senior, il afficha des states de 17,0 points, 4,0 rebonds et 5,6 passes décisives, ce qui lui valut une deuxième fois l'honneur d’être nommé dans le 12 All-Big.

### Carrière professionnelle
En 2003, Bernard King signa un contrat avec le Fenerbahçe Ülker en Turquie, ses states sont de 12,7 points et de 4,4 rebonds au cours des neuf matchs qu'il disputa. L'année suivante, il retourna aux États-Unis en NBA D-League aux Flight de Huntsville puis signa un contrat à l'ASVEL où il finit la saison avec des states de 12,0 points, 2,9 rebonds et 4,9 passes décisive. En butte à des problèmes familiaux, il fut obligé de retourner aux États-Unis en NBA D-League dans l'équipe des 66ers de Tulsa. En avril 2006, il signa en Israël au Bnei Hasharon en tant que remplaçant d'Adam Harrington, mais il subit une blessure qui ne lui permit que de disputer un seul match. En octobre 2007, il s’engagea avec l'équipe de Strasbourg Illkirch-Graffenstaden Basket.
Le 18 janvier 2009, il signa un contrat avec le Mersin BB SK, mais ne tarda pas à déménager au BK Ventspils, où il remporta le championnat de Lettonie. Lors de la finale il marqua 20 points, délivra 9 passes décisives et prit 9 rebonds. Pour la saison 2009-2010, il signa avec le club chypriote de l'APOEL Nicosie puis il retourna en France quelques mois plus tard pour signer un contrat de deux ans en faveur du STB Le Havre. À la fin de son contrat, il signa à Châlons-Reims en tant que pigiste médical de Nate Carter. Le 3 janvier 2012, il signa un contrat avec le SLUC Nancy Basket. Le 27 août 2012, il signe un contrat de deux ans avec le STB Le HavreEn Janvier 2018, Laurent Foirest l'appelle pour le faire revenir jouer afin d'aider L'UJAP a se maintenir en PROB (deuxième division française). Il accepte et grâce à son retour, le club gagne 50% de ses matchs. Il re-signe pour 1 année supplémentaire  dans ce dernier pour être un leader afin que l'équipe progresse à ce niveau.

## Palmarès
- Champion de Lettonie en 2009
- Finaliste de la FIBA Eurocup Challenge en 2007